# マッハスピード豪速球
マッハスピード豪速球（マッハスピードごうそっきゅう）は、ライジング・アップに所属する日本のお笑いコンビ。

## 概要
2010年11月結成。かつては三木プロダクションに所属していた（オフィス北野入りまでの間にフリーだった期間あり）。
元々コントを中心にやっていたが以前ビートたけしに会って挨拶した時、「漫才師か?」と聞かれて「コント師です」と答えるとたけしは「あぁ、そうか」と言いそのままどこかに行かれたということで、「あの時『漫才師です』と答えていたら何かあったのかなとずっと引っかかっていた」ことが、漫才を始めるきっかけとなった。
ボケの坂巻が強烈なキャラを演じることから「憑依型強烈キャラコント」と称される。
かつて、浅草キッドの水道橋博士の運転手をしていた。
2019年1月28日開催の「ビートたけし杯 漫才日本一」（東京・浅草フランス座演芸場東洋館）で優勝し、初タイトル獲得。
2018年5月11日をもってオフィス北野を退社し、再びフリーとなって活動。2019年6月27日、この日設立されたライジングプロダクション傘下のライジング・アップに所属することが発表された。なお、マッハスピード豪速球は同事務所の所属第一号芸人となる。

## メンバー
さかまき（1982年6月30日（42歳） - ）
ボケ担当、漫才時の立ち位置は向かって左。
岐阜県多治見市出身。
身長171cm、体重55kg。
本名および旧芸名:坂巻 裕哉（さかまき ゆうや）
趣味は読書、落語鑑賞、お茶漬け、仏道。特技はハーモニカ、心理学(認定心理士資格あり)。
三木プロSHOWカレッジ2期生。以前はコンビ「少年ゾンビ」（後に「レターマン」と改名）として活動。
新道竜巳（馬鹿よ貴方は）と交友が深く、YouTubeチャンネル「ごみラジオ」では新道の相方的役割で出演、コントのキャラとは全く異なる常識人的な顔を見せている。
キングオブコント2014ファイナリストのお笑いトリオ『リンゴスター』の解散のキッカケを作った人物でもある。
ガン太さん（がんたさん、1984年6月8日（40歳） - ）
ツッコミ・ネタ作り担当、漫才時の立ち位置は向かって右。
千葉県野田市出身。
平成国際大学卒業。
身長169cm、体重58kg、血液型O型。
本名:岩元 圭太郎（いわもと けいたろう）旧芸名：ガン太（がんた）
三木プロSHOWカレッジ3期生。以前はピン芸人「ガン太コンプレックス」として活動。
趣味はマイケル・ジャクソン、料理、酒場選び、タンタン麺探訪、マクドナルド。相方の口臭を嗅ぎ分けられる、デコピンでくるみを割る、目から牛乳を出す特技を持つ。
槇原敬之のファン。小学2年生のころからファンで、初めて買ったCDも槇原の曲だった。

## 単独ライブ
- 「1年後に300人を集めるライブをやることになったので、下手なことできないから、3か月に1回やる修行ライブ！vol.1」（2013年1月14日、ミニホール新宿Fu-）
- 「1年後に300人を集めるライブをやることになったので、下手なことできないから、3か月に1回やる修行ライブ！vol.2 in 阿佐ヶ谷」（2013年4月19日、ザムザ阿佐ヶ谷）
- 「1年後に300人集めるライブをやることになったので下手なことできないから3ヵ月に1回やる修行ライブ！ vol.3 in 下北沢」（2013年7月20日、しもきた空間リバティ）
- 「1年後に300人集めるライブをやることになったので下手なことできないから3ヵ月に1回やる修行ライブ！ vol.4 in 新宿」（2013年10月13日、新宿Vatios）
- 「マッハ1」（2014年1月19日、座・高円寺）
- 「コントだけ。」（2014年7月20日、阿佐ヶ谷アートスペースプロット）
- 「マッハ2」（2015年5月10日、座・高円寺2）
- 「マッハ3」（2016年7月14日、渋谷区文化総合センター大和田 伝承ホール）
  - チケット代は1000円だが、当日観客に2000円キャッシュバックされるという異例のライブ。[11]
- 「マッハ4」（2017年12月2日、東京・武蔵野公会堂）
- 「裏マッハ4 -Document of Mach4」（2018年1月27日、新宿ロフトプラスワン）
- 「マッハ5」（2019年2月1日、渋谷区文化総合センター大和田 伝承ホール）
- 「裏マッハ5 -Document of Mach5-」（2019年2月15日、新宿ロフトプラスワン）
- 「原宿でもコントだけ。」（2020年2月4日、東京・原宿駅前ステージ）
  - ライジング・アップ移籍後初の単独ライブ。
- 「BACK TO THE CONTE」(2022年5 月29日、東京・北沢タウンホール)
  - シークレットゲストでランジャタイが登場した
  - ガン太が結婚発表
- 「コントだけ2023、春」 (2023年3月1日、東京・新宿バティオス)
- 「東洋館でもコントだけ」 (2025年2月22日、東京・東洋館)

## エピソード
コンビ名の由来
オリジナルの必殺技みたいに同じような意味の言葉が並ぶような、勢いがある名前にしたかったということでこのように名付けた。コンビ名がなかなか決まらず、2人と芸人仲間だったもう1人と改めて恵比寿横丁で飲みながら考えようとなり、そこで何か速そうなイメージの言葉を一斉に言ってみようという運びになって、それぞれが言った言葉が「マッハ」「スピード」「豪速球」だったためこれを全部繋げてコンビ名とした。他のコンビ名候補には「鬱憤ハラスメント」「毛布」があったという。
マッハスピード豪速球 ガン太の『ハカセー・ドライバー』
ガン太は、同じくオフィス北野に所属する大先輩である水道橋博士が編集長を務める「水道橋博士のメルマ旬報」という有料メールマガジンの中に「マッハスピード豪速球 ガン太の『ハカセー・ドライバー』」というタイトルで連載を持っている。きっかけは、事務所ライブで才能を見出されたガン太が、2013年5月、同じくオフィス北野所属の芸人/歌手/俳優のマキタスポーツに推薦され、水道橋博士の運転手になったことだった。ちなみに、タイトルは、ロバート・デ・ニーロ主演の映画「タクシードライバー」にかけて、水道橋博士が提案したもの。
華はないけど実力はピカイチな芸人 第3位
2013年9月29日放送 テレビ東京「ゴッドタン」の「この若手知ってんのか2013秋」という企画で、番組が各事務所や関係者からのアンケートを実施したところ、「華はないけど実力はピカイチな芸人」の非よしもと部門第3位に選ばれた。後日これを受け、ライブDVD「マッハスピード豪速球単独ライブ2014 【マッハ1】」の企画会議の中で、「華さえあれば売れるはず。華がないのは、坂巻のダッチワイフに依存する性癖とガン太の中途半端な薄毛のせいだ」という結論に至り、「マッハスピード豪速球の華の出るツアー」を決行。華のなさを克服するため片道400kmの往復を日帰りで走破するという辛くて長い、しかし夢のある旅ロケ企画となった。
キングオブコント優勝に向け山籠もり
2018年7月、東京都内での活動を休止することを宣言、群馬県桐生市でアパートを借りて共同生活をしながらネタ作りに励んだ。この様子はライブアプリ「17 Live」で毎日生配信された。2018年7月22日には桐生市本町の有鄰館にて単独ライブも行われた。

## 坂巻キャノンボール
2015年1月18日に開催された単独ライブ「マッハな一日」の第2部で初出上映された映像企画。

### 事の発端
- 前年11月、長年同棲中だった彼女にフラれてついにホームレスとなった失意のガン太は、真面目にコツコツとバイトで生活費を稼ぐ相方・坂巻の家を乗っ取り、ホームレス生活を交替してもらうことを思いつく。ある夜、作家・宇野コーヘー（この鬼の企画の実際の仕掛け人は宇野コーヘーと言われる）と後輩芸人数名と共に、深夜バイトのため外出中だった坂巻のアパートに侵入し家財道具を勝手に搬出した上、無駄にオシャレなインテリアやお香などを導入して大幅な模様替えを敢行した。翌朝、バイトから戻った坂巻から強引に鍵を没収したところで乗っ取り（夜逃げならぬ夜逃がし）がついに完了、ここから3週間にわたる坂巻のホームレス生活がスタートする。その間坂巻はホームレス生活の様子を自ら撮影、さらにホームレス生活終了の2週間後に迫った単独ライブに向けた編集作業までやらされるという、まさに理不尽極まりない鬼企画となった。ホームレス生活終了までのルール設計および映像制作は、カンパニー松尾監督によるAV作品「テレクラキャノンボール」に感動した宇野コーヘーによる発案により、テレクラキャノンボールへのオマージュ的な仕上がりとなっている。

### 映像発表
- 2015年1月　単独ライブ「マッハな一日」第2部
初上映はわずか50人程度のキャパシティでの開催だったが、観客・スタッフからかなりの高評価を得る。この評判をうけ、本家テレクラキャノンボールに習って映画してしまおうという劇場化プロジェクトが発足した。
- 2015年6月　「劇場版・坂巻キャノンボール上映会andちょこっとコントツアー」
大阪、広島、名古屋のツアーを敢行し、各地で評判を得る。このツアーは一泊四日というほぼ睡眠時間がない強行スケジュールで行われた。宣伝のため大阪ABCラジオへの出演も果たす。さらにこのツアー中、スピンオフとしてガン太はひたすら太り坂巻はひたすら痩せるという坂キャノ本編さながらの過酷さである、地獄の「ダイエット企画」が行われた。
- 2015年7月　トークライブ「マッハ2＆坂巻キャノンボーツツアー大反省会」
上記ツアーの模様と「ダイエット企画」が上映される。いずれの企画も好評を得た。
- 2015年9月　「劇場版・坂巻キャノンボール上映会ツアーファイナルin 東京」
元映画館の渋谷ユーロライブおいて、ついに念願の東京での上映ライブを実施。名前を言ってはいけないあの人たちの名前や肉声は諸々カットもしくは音声変換する形で編集された、別名「大人の事情版」にもかかわらず大好評を得ることとなった。本編終了後に行われた本家テレクラキャノンボールの監督・カンパニー松尾をゲストに迎えたトークショーにおいて、松尾は「僕はこの作品をもっと以前にも見せていただいているが、今回また編集がすごく良くなっていて驚いた。これは本当に坂巻君が一人で編集したの?だとしたら本当にすごいと思う」と本気で賞賛、一部ではこれで食っていったほうがいいのではとさえ囁かれる坂巻の映像編集テクニックがプロも認めるレベルであることが判った瞬間でもあった。一方、松尾は坂巻に対して絶対に坂キャノ2を撮るべきだと何度も迫り、その執拗なプレッシャーに追い詰められた坂巻がゲストである松尾に対して「もう帰ってください」と暴言を吐くという一幕もあり、会場は終始爆笑に包まれた。観客たちが、本当にこれで終わってしまうのかという寂しさと、映像を見終わった後あの坂巻がなぜか少し男前に見えてくるこの世の不思議に戸惑う中、全てが大団円のうちに終了した。

## 現在レギュラー出演中の番組

### ネットラジオ
マッハスピード豪速球の聴いて鼓膜が震えてListen（GERA放送局、毎週土曜日20時放送）

## 出演歴

### テレビ
- オンバト+（NHK総合）- 2013年3月9日初出場 OA率0/1　最高209KB
- 芸人報道（日本テレビ）
- DASHでイッテQ！行列のできるしゃべくり日テレ系人気番組No.1決定戦（日本テレビ）- 2013年10月6日
- うつけもん（フジテレビ）
- 新春 鶴瓶大新年会（フジテレビ）- 2015年1月1日
- 東京マキタスポーツ（テレビ東京）
- バナナマンの爆笑ドラゴン（NHK総合）
- 有田チルドレン（TBSテレビ）
- 今夜もドル箱V（テレビ東京）
- マツコ&有吉の怒り新党（テレビ朝日）- 2016年8月10日
- 深夜に発見！ 新shock感 ～一度おためしください～（テレビ東京）
- 有田ジェネレーション（TBSテレビ） - 2018年10月11日

### ラジオ
- マイナビ Laughter Night（TBSラジオ） - 2017年6月2日[16]、2019年8月23日[17]、2021年2月5日[18]

## DVD
- 「マッハスピード豪速球」（ポニーキャニオン） - 2017年4月19日

## 賞レースでの戦績

### M-1グランプリ
| 年度   | エントリー No. | 結果         | 会場                   | 日程     | 備考 |
| ------ | -------------- | ------------ | ---------------------- | -------- | ---- |
| 2015年 | 388            | 3回戦進出    | ルミネtheよしもと      | 10月21日 |      |
| 2016年 | 2215           | 準々決勝進出 | NEW PIER HALL          | 11月6日  |      |
| 2017年 | 720            | 3回戦進出    | ルミネtheよしもと      | 10月22日 |      |
| 2018年 | 2166           | 3回戦進出    | 新宿FACE               | 10月18日 |      |
| 2019年 | 3055           | 2回戦進出    | 雷5656会館ときわホール | 10月22日 |      |
| 2020年 | 3528           | 準々決勝進出 | NEW PIER HALL          | 11月17日 |      |
| 2021年 | 3272           | 3回戦進出    | よしもと有楽町シアター | 11月2日  |      |
| 2022年 | 4526           | 準々決勝進出 | ルミネtheよしもと      | 11月12日 |      |
| 2023年 | 5086           | 2回戦進出    | 雷5656会館ときわホール | 10月25日 |      |
| 2024年 | 5008           | 2回戦進出    | 雷5656会館ときわホール | 10月17日 |      |

### キングオブコント
| 年度   | 結果         | 会場               | 日程    | 備考 |
| ------ | ------------ | ------------------ | ------- | ---- |
| 2015年 | 準決勝進出   | 赤坂BLITZ          | 8月28日 |      |
| 2016年 | 2回戦進出    | きゅりあんホール   | 8月12日 |      |
| 2017年 | 準々決勝進出 | きゅりあんホール   | 8月14日 |      |
| 2018年 | 準々決勝進出 | きゅりあんホール   | 8月13日 |      |
| 2019年 | 2回戦進出    | きゅりあん小ホール | 8月1日  |      |
| 2020年 | 準々決勝進出 | きゅりあん小ホール | 8月14日 |      |
| 2021年 | 2回戦進出    | 南大塚ホール       | 7月21日 |      |
| 2022年 | 準々決勝進出 | なかのZERO小ホール | 8月16日 |      |
| 2023年 | 準々決勝進出 | 大和田さくらホール | 8月16日 |      |

### その他
- 2014年 日本喜劇人協会主催 第1回コント新人大賞 準優勝[20]
- 2021年 ツギクル芸人グランプリ決勝進出
- 2021年 P1グランプリ優勝

## 受賞歴
- ビートたけしのエンターテインメント賞・第19回（2019年）演芸新人賞[21]